# Michel Croz
Michel Auguste Croz (ur. 22 kwietnia 1830, zm. 14 lipca 1865) – francuski wspinacz i przewodnik alpejski pochodzący z Chamonix. Zginął podczas zejścia po zdobyciu Matterhornu.

## Osiągnięcia
- 23 sierpnia 1861 (jako przewodnik) – pierwsze wejście na Castor z F. W. Jacombem i Williamem Mathewsem
- 30 sierpnia 1861 (jako przewodnik) – pierwsze wejście na Monte Viso z Williamem Mathewsem, F. W. Jacombem i J.-B. Crozem
- 1864 (jako przewodnik) – pierwsze wejście na Barre des Écrins z Anglikami: Edwardem Whymperem, Adolphusem W. Moore'em i Horace'em Walkerem oraz drugim przewodnikiem Christianem Almerem
- 14 lipca 1865 (jako przewodnik) – pierwsze wejście na Matterhorn z wyprawą Edwarda Whympera